# Karl Kajetan von Gaisruck

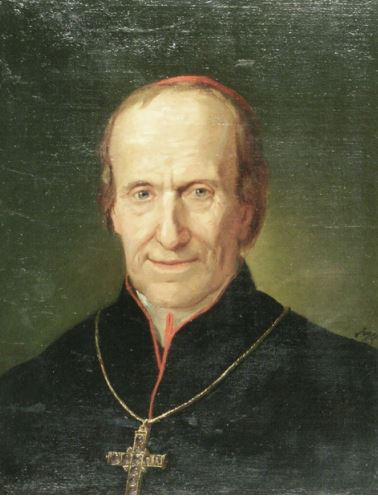
Karl Kajetan Graf von Gaisruck, Kardinal-Erzbischof von Mailand (Porträtgemälde von Giuseppe Sogni, 1843)

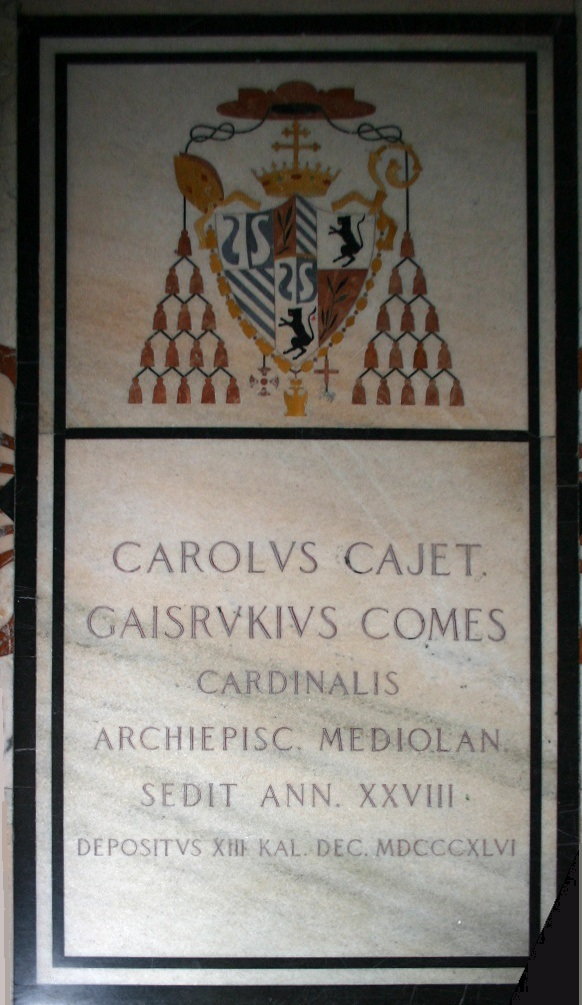
Grab des Kardinals im Dom zu Mailand

Karl Kajetan von Gaisruck (italienisch Carlo Gaetano II. di Gaisruck) (* 7. August 1769 in Klagenfurt, Österreich; † 19. November 1846 in Mailand) war Erzbischof von Mailand und Kardinal.

## Leben
Karl Kajetan von Gaisruck war der Sohn des Johann Jakob Reichsgrafen von Gaisruck, Gouverneur von Obergalizien. Seine Mutter war Maria Anna Antonia, geb. Freiin von Valvasor zu Galleneck (auch Antonia dei Valvassori), eine adelige Italienerin. Er studierte in Salzburg und Passau und wurde durch seine Diakonenweihe am 23. Dezember 1797 in den Klerus der Diözese Passau inkardiniert. Am 6. Juli 1800 empfing er in Passau die Priesterweihe.
Am 20. Juli 1801 wurde er zum Titularbischof von Derbe und zum Weihbischof in der Diözese Passau ernannt. Die Bischofsweihe spendete ihm am 23. August desselben Jahres der Passauer Bischof Leopold Leonhard von Thun, der ihn bereits zum Priester geweiht hatte. Nach der Säkularisation des Fürstbistums Passau 1803 und seiner damit verbundenen Amtsenthebung als Bischofsvikar arbeitete er als Priester in Kallham in der Diözese Linz und bemühte sich dort, die verheerenden Folgen der Napoleonischen Kriege zu lindern.
Durch den Einfluss der Habsburger wurde Gaisruck am 1. März 1816 Erzbischof von Mailand, Papst Pius VII. bestätigte ihn am 16. Mai 1818 in diesem Amt. In seinen ersten Jahren reorganisierte er die kirchliche Arbeit im Erzbistum, das seit 1810 vakant gewesen war. Am 27. September 1824 wurde er von Papst Leo XII. zum Kardinal ernannt, ab 1829 war er Kardinalpriester mit der Titelkirche San Marco. Nach dessen Tod nahm er am Konklave 1829 teil, das Pius VIII. zum Papst wählte.
Nach dem Tod von Papst Gregor XVI. reiste Kardinal Gaisruck zum Konklave nach Rom. Vermutlich hatte er den Auftrag des Kaisers, die Exklusive, ein umstrittenes Veto, gegen den als liberal geltenden italienischen Kardinal Giovanni Maria Mastai-Ferretti auszusprechen. Nach anderen Quellen soll die Exklusive hingegen Kardinal Pasquale Gizzi gegolten haben. Doch Kardinal Gaisruck erreichte Rom zu spät: Das Konklave hatte bereits am 16. Juni 1846 Graf Mastai-Ferretti zum Papst gewählt, der sich Pius IX. nannte.
Fünf Monate nach dem Konklave, am 19. November 1846, starb der beim Volk sehr beliebte Kardinal von Gaisruck. Er wurde im Mailänder Dom beigesetzt.